# Simon Hébras
Ne doit pas être confondu avec Robert Hébras.
Simon Hébras est un footballeur français né le 19 mars 1988 à Poitiers. Il évolue au poste d'attaquant à l'US Boulogne.
Saison 2021/2022 SC CADAUJAC : Meilleur passeur avec 25 passes Décisives. 
Saison 2022/2023 SC CADAUJAC :
Meilleur entraîneur de Régional 3.
Saison 2023/2024 : il rejoint le football entreprise au FC P2M Bordeaux. Actuellement en course en Coupe Nationale Football Entreprise (1/2 finale)

## Biographie
Simon Hébras commence le football au club de Château-Larcher avant de rejoindre à 13 ans le Stade poitevin Football Club. Remarqué par plusieurs clubs, il réalise un stage au Stade rennais avant de rejoindre les Chamois niortais. Il signe son premier contrat avec le club en 2008 qui évolue alors en CFA. Les Niortais sont promus en 2010 en National. Simon Hébras est un des grands acteurs de cette saison avec dix-sept buts inscrits en 34 rencontres. Titulaire les deux saisons suivantes, il inscrit, en 2012, quatorze buts en 44 rencontres et les Niortais retrouvent alors la Ligue 2. Moins utilisé à ce niveau, il est prêté en janvier 2014 au Luzenac AP,.
En janvier 2015, il rejoint Le Poiré-sur-Vie VF puis en juillet, il signe à l'US Boulogne.                 Simon Herbras s'engage en septembre au Stade Bordelais , promu en National 2

## PalmarèsVainqueur du groupe C deCFAen2010avec lesChamois niortais.
- Finaliste de coupe de France foot entreprise fc p2m

## Statistiques
Le tableau ci-dessous retrace la carrière de Simon Hébras depuis ses débuts.

| Saison                | Club                  | Championnat           | Championnat | Championnat | Championnat | Coupe nationale | Coupe nationale | Coupe nationale | Coupe de la Ligue | Coupe de la Ligue | Coupe de la Ligue | Total | Total | Total |
| Saison                | Club                  | Division              | M.          | B.          | P.d.        | M.              | B.              | P.d.            | M.                | B.                | P.d.              | M.    | B.    | P.d.  |
| 2006-2007             | Chamois niortais      | Ligue 2               | -           | -           | -           | 2               | 1               | 0               | -                 | -                 | -                 | 2     | 1     | 0     |
| 2007-2008             | Chamois niortais      | Ligue 2               | 2           | 0           | 0           | -               | -               | -               | -                 | -                 | -                 | 2     | 0     | 0     |
| 2008-2009             | Chamois niortais      | National              | 5           | 0           | 0           | 1               | 0               | 0               | -                 | -                 | -                 | 6     | 0     | 0     |
| 2009-2010             | Chamois niortais      | CFA                   | 34          | 17          | 0           | 2               | 3               | 0               | -                 | -                 | -                 | 36    | 20    | 0     |
| 2010-2011             | Chamois niortais      | National              | 38          | 5           | 0           | 1               | 0               | 0               | -                 | -                 | -                 | 39    | 5     | 0     |
| 2011-2012             | Chamois niortais      | National              | 38          | 10          | 0           | 6               | 4               | 0               | -                 | -                 | -                 | 44    | 14    | 0     |
| 2012-2013             | Chamois niortais      | Ligue 2               | 23          | 1           | 3           | 2               | 0               | 1               | 1                 | 0                 | 0                 | 26    | 1     | 4     |
| 2013-2014             | Chamois niortais      | Ligue 2               | 13          | 0           | 0           | 1               | 0               | 0               | -                 | -                 | -                 | 14    | 0     | 0     |
| 2013-2014             | Luzenac AP (prêt)     | National              | 16          | 0           | 0           | -               | -               | -               | -                 | -                 | -                 | 16    | 0     | 0     |
| 2014-2015             | Chamois niortais      | Ligue 2               | 6           | 0           | 0           | -               | -               | -               | 1                 | 0                 | 0                 | 7     | 0     | 0     |
| 2014-2015             | Le Poiré-sur-Vie VF   | National              | 17          | 5           | 0           | 1               | 0               | 0               | -                 | -                 | -                 | 18    | 5     | 0     |
| 2015-2016             | US Boulogne           | National              | 33          | 4           | 0           | 6               | 1               | 0               | -                 | -                 | -                 | 39    | 5     | 0     |
| 2016-2017             | US Boulogne           | National              | 3           | 0           | 0           | -               | -               | -               | -                 | -                 | -                 | 3     | 0     | 0     |
| Total sur la carrière | Total sur la carrière | Total sur la carrière | 228         | 42          | 3           | 22              | 9               | 1               | 2                 | 0                 | 0                 | 252   | 51    | 4     |